# گروه تکنیکا
گروه تکنیکا (انگلیسی: Tecnica Group) شرکت پوشاک ایتالیایی است، که در سال ۱۹۶۰ تأسیس شد.